# Casa Joan Baqué
La casa Joan Baqué era un edifici situat als carrers d'en Sadurní i de Sant Rafael del Raval de Barcelona, avui desaparegut.

## Història i descripció
El 1828, Ramon de Portell i d'Oms va establir en emfiteusi una parcel·la a la cantonada dels carrers d'en Sadurní i de Sant Rafael al fuster Josep Botey i Soler, que el 1833 va demanar permís per a construir-hi un edifici de planta baixa, entresol i tres pisos, segons el projecte del mestre de cases Jacint Torner.
Posteriorment, la propietat fou adquirida pel xarcuter Joan Baqué i Casamitjana, originari de Queixans (Cerdanya), on el seu pare Miquel Baqué i Gau i el seu germà Pere foren masovers de la finca de Cal Junoy. El 1888, Baqué en va encarregar la reforma a l'arquitecte Josep Domènech i Estapà, que va dissenyar unes noves obertures d'arc rebaixat i unes baranes de ferro forjat guarnides amb un gran floró a l'entresol, i decorà la façana amb franges esgrafiades amb motius geomètrics als pisos superiors.
Finalment, l'edifici fou enderrocat a començaments del segle xxi per l'operació de renovació urbana «Illa Robador».

Projecte d'obertura dels carrers de Sant Rafael, Sadurní i Beat Oriol (1798)

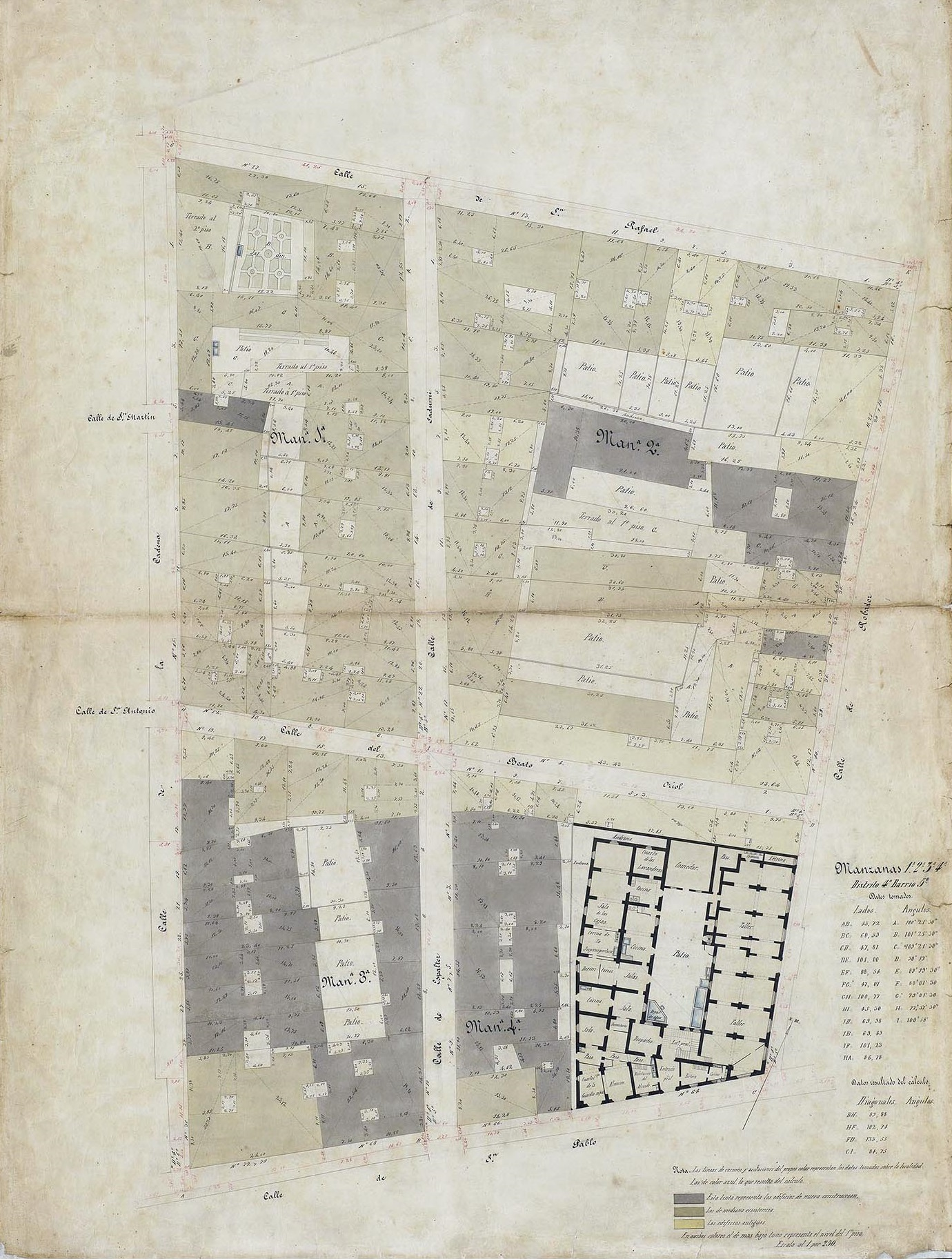
Quarteró núm. 95 de Garriga i Roca (c. 1860)